# Antonio Giménez
Antonio Giménez (* 25. Juni 1931) ist ein ehemaliger argentinischer Radrennfahrer.

## Sportliche Laufbahn
Giménez war im Bahnradsport aktiv. Er war Teilnehmer der Olympischen Sommerspiele 1952 in Helsinki. Im Sprint war er im Viertelfinale gegen Werner Potzernheim ausgeschieden.
Bei den Panamerikanischen Spielen 1951 gewann er die Goldmedaille im Sprint.